# Бондаренко Олександр Валерійович
Олекса́ндр Вале́рійович Бондаре́нко — майор Збройних сил України, учасник російсько-української війни.

## Нагороди
- орден Богдана Хмельницького I ступеня (2022) — за особисту мужність і самовіддані дії, виявлені у захисті державного суверенітету та територіальної цілісності України, вірність військовій присязі[1].
- орден Богдана Хмельницького III ступеня (2015) — за особисту мужність і героїзм, виявлені у захисті державного суверенітету та територіальної цілісності України, вірність військовій присязі під час російсько-української війни[2].